# محمد توفيق البكري
أبو النجم مُحمَّد توفيق بن عليّ بن مُحمَّد البكري الصدِّيقي العامري الهاشمي (1287 - 1351هـ = 1870 - 1932م)، هو كاتب وشاعر مصري عثماني، سليل الأسرة البكريَّة بمصر. قال في ترجمة نفسه: «أنا الفقير إلى الله تعالى مُحمَّد بن علي، المُلقَّب بتوفيق البكري الصديقي العامري سبط آل الحسن». تولَّى نقابة الأشراف ومشيخة المشايخ الصوفيَّة سنة 1309هـ وعُيِّن عضوًا دائمًا في مجلس الشورى والجمعيَّة العُمُومية. وزار أوروبا مرتين. وكان يجيد الفرنسية والتركية، ويتكلم الإنجليزية.
أصاب ذروًا من الفنون العربيَّة والشرعيَّة من علم الأزهر، ووصاحب الإمام محمد عبده وتأثر به واقتبس من حِكمه، وواظب على حضور دروسه الخاصة في جامع عابدين، وتلقَّى غريب اللغة وآدابها عن إمامها في عصره العلَّامة الشيخ مُحمَّد محمود الشنقيطي الكبير، فكتب من إملائه أراجيز العرب، وشرح غريبها، ونظم الشعر، وأتقن النثر البليغ، وصنَّف الكتب وكانت داره سراي الخرنفش مثابة للوجهاء والكبراء، وناديًا للعلماء والأُدباء، ونزلًا لاقامة المآدب. كان حظيًا عند خديوي مصر عباس حلمي باشا، ونال من عطف السُلطان عبد الحميد، فأنعم عليه برتبة قاضي عسكر الأناضول العلمية العالية وهي تلي رتبة شيخ الإسلام وبعض النياشين السامية. ثم تغيَّر عليه الخديوي عباس، فانزوى وخيّل إليه سنة 1327هـ أن أعوان الخديوي يطاردونه لقتله، فأرسل إليه الخديوي يهدئ روعه، لكن الوسواس كان قد استحكم فيه. وعانى آلاما، نُقل بعدها إلى مستشفى «العصفورية» ببيروت سنة 1330هـ فلبث 16 عامًا كان في خلالها هادئًا يمضي أوقاته في التفكير والتريض ويُقابل زواره وهو كامل العقل، إلَّا إذا ذكر الخديوي، فكان يعتقد أنه ما زال يلاحقه ليغتاله، فيهيج.
أقام بعض الأدباء ضجَّة في مصر يطلبون إعادته إلى بيته فأُعيد سنة 1346هـ بعد خلع الخديوي عباس بمدة طويلة، فكان يكثر من وضع المرايا حوله، ويقول إنها تطرد الشياطين. وانقطع في مكتبه للمطالعة والكتابة زاهدًا في المزاورة والمحاضرة والمناظرة، واستمرَّ على هذه الحال حتَّى توفي. تنوَّع انتجاه الأدبي بين الشعر والنثر، ومن أبرز مؤلَّفاته: «صَهارِيج اللُّؤْلُؤ»، و«فُحُول البَلاغَة»، و«أَراجِيز العَرَب»، و«سِحْر البَلاغَة»، و«اللُّؤلُؤ فِي الأَدَب». وأشهر شعره قصيدة يُخاطب بها السلطان عبد الحميد بعد ظفره بحرب اليونان، مطلعها: